# Szczecinki twarzowe
Szczecinki twarzowe – rodzaj szczecinek występujący na głowie muchówek.
Szczecinki te położone są na, stanowiących granice twarzy i policzków, listwekach policzkowych. Tworzyć mogą dwa pionowe rzędy ciągnące się od nasad czułków po kąty policzkowe.